# Erhard Krack

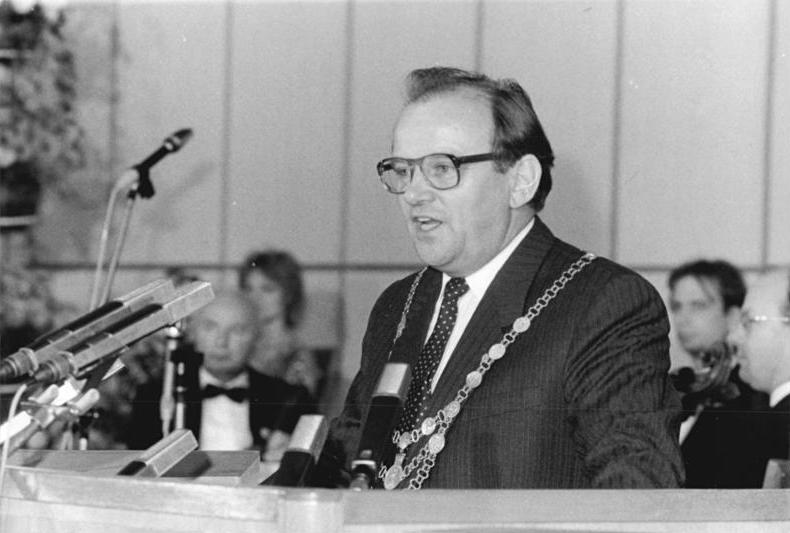
Erhard Krack als Oberbürgermeister von Ost-Berlin (1987)

Erhard Krack (* 9. Januar 1931 in Danzig; † 13. Dezember 2000 in Berlin) war ein deutscher Politiker. Er war Minister für bezirksgeleitete und Lebensmittelindustrie der DDR und Oberbürgermeister von Ost-Berlin. Er war Mitglied des Zentralkomitees der SED.

## Leben

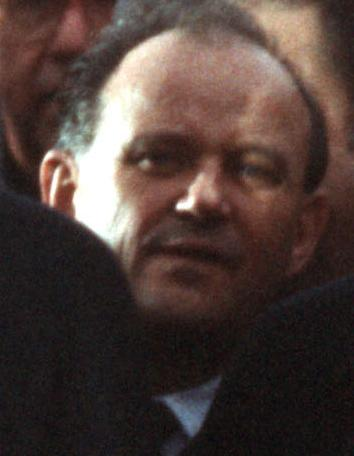
Erhard Krack während der Öffnung des Brandenburger Tores (1989)

Nach einer Ausbildung als Installateur machte Krack das Abitur. 1951 trat er in die SED ein. Er studierte ab 1952 an der Universität Rostock Wirtschaftswissenschaften und war an der Warnow-Werft in Warnemünde als Betriebsassistent tätig. 1963 wurde er Vorsitzender des Bezirkswirtschaftsrates im Bezirk Rostock. Von 1965 bis 1974 gehörte er dem Ministerrat der DDR als Minister für bezirksgeleitete Industrie und Lebensmittelindustrie an. Von 1974 bis 1990 war er Oberbürgermeister von Ost-Berlin. Er war Abgeordneter der Volkskammer und Mitglied des Zentralkomitees der SED. Als Oberbürgermeister setzte er sich gegen Kahlschlag-Sanierungen ein und erreichte, dass manche Viertel vor allem in Berlin-Mitte und im Prenzlauer Berg saniert statt abgerissen wurden. Auch den Wiederaufbau des Gendarmenmarktes, der Friedrichstraße und des Nikolaiviertels hat er angeregt und durchgesetzt.

## Die Wende

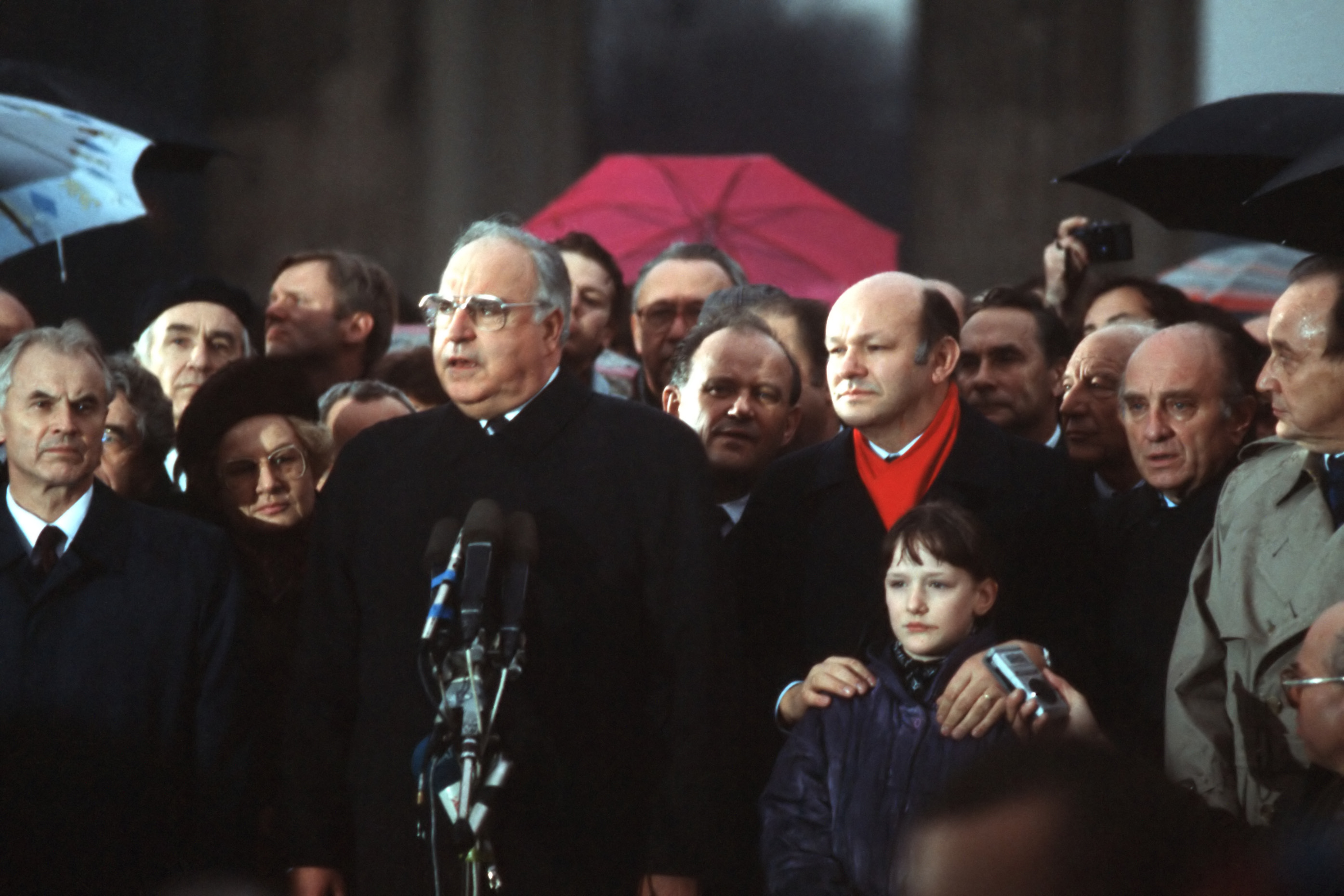
Der Vorsitzende des DDR-Ministerrates Hans Modrow, Bundeskanzler Helmut Kohl, der Regierende Bürgermeister (West-Berlin) Walter Momper (mit Tochter Friederike) und im Hintergrund zwischen Kohl und Momper der Oberbürgermeister (Ost-Berlin) Erhard Krack während der Öffnung des Brandenburger Tores am 22. Dezember 1989

Bei den Kommunalwahlen in der DDR am 7. Mai 1989 war Krack als Vorsitzender der Wahlkommission in Ost-Berlin aktiv an der Manipulation dieser Wahl zugunsten der Einheitsliste unter Führung der SED beteiligt. Im Oktober 1989 begannen auf dem Platz vor dem Roten Rathaus unter Beteiligung tausender Bürger die Sonntagsgespräche über Wünsche nach Reformen und Demokratisierung, denen sich Krack stellte. Später nahm er am Berliner Runden Tisch teil. Bei der Öffnung des Brandenburger Tors traf er mit dem Regierenden Bürgermeister West-Berlins, Walter Momper, und Bundeskanzler Helmut Kohl zusammen.

## Späte Jahre
Am 12. Februar 1990 erklärte Krack seinen Rücktritt und übernahm die Mitverantwortung für die Fälschung der Ost-Berliner Kommunalwahl von 1989. Im Jahr 1993 wurde er dafür unter Berücksichtigung seines Geständnisses zu einer Haftstrafe von zehn Monaten verurteilt, die zur Bewährung ausgesetzt wurde. Krack akzeptierte die Strafe und nannte die Wahlfälschung eine „durch nichts entschuldbare Tat“. Zu seinem Nachfolger wählte die Stadtverordnetenversammlung am 27. Februar 1990 Christian Hartenhauer, der übergangsweise bis zu den Kommunalwahlen in der DDR im Mai 1990, den ersten freien Wahlen, das Amt des Oberbürgermeisters übernahm.
Erhard Krack starb am  13. Dezember 2000 im Alter von 69 Jahren und wurde auf dem Pankower Friedhof beigesetzt.

## Weblinks

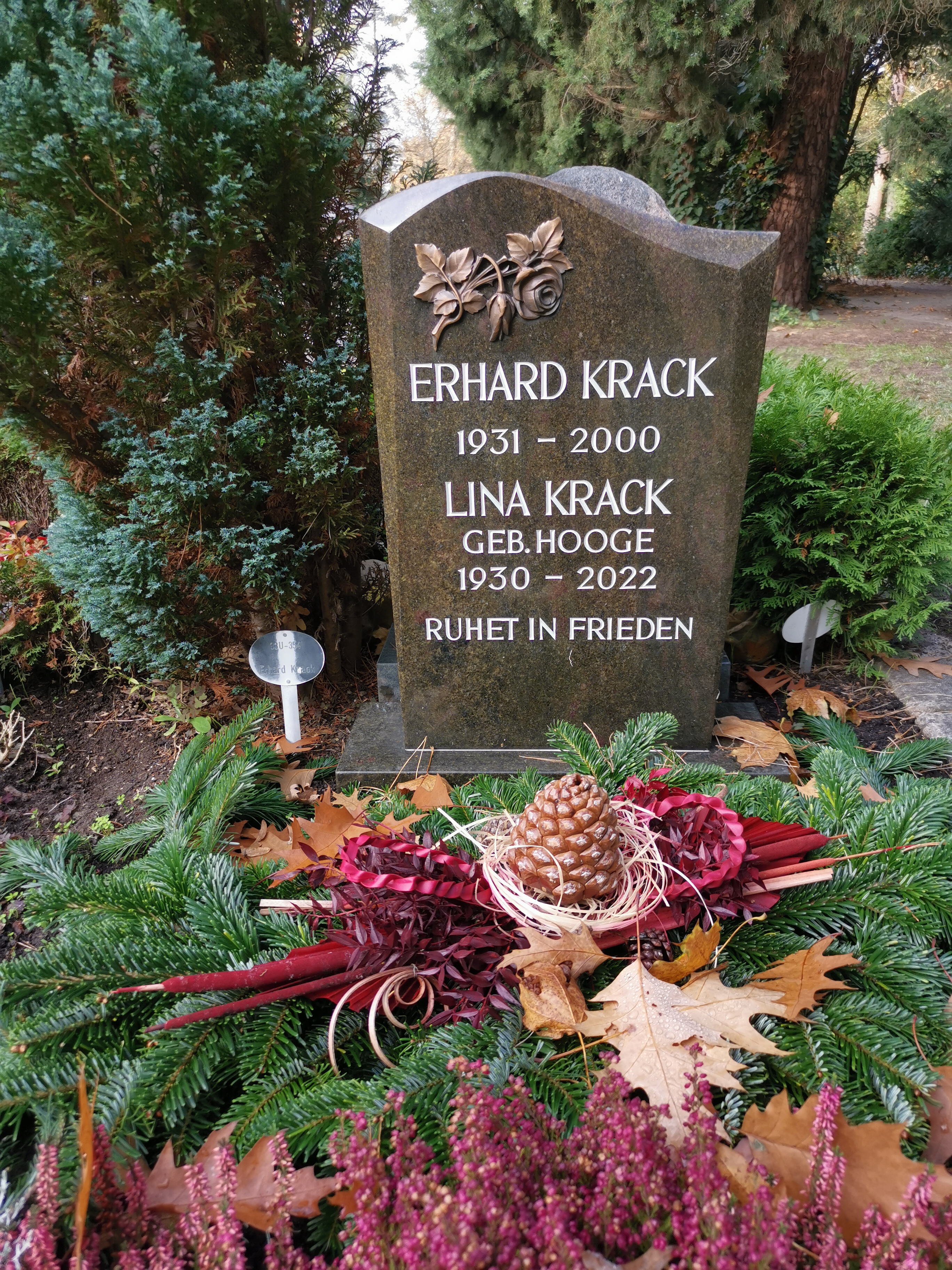
Grab auf dem Friedhof Pankow III, Abt. 33 U-354